# Bembe
Bembe és un municipi de la província de Uíge. Té una extensió de 5.655 km² i 32.139 habitants. Comprèn les comunes de Bembe, Lucunga i Mabaia. Limita al nord amb els municipis de Mbanza Kongo i Cuimba, a l'est amb Damba, Mucaba i Songo, al sud amb Ambuíla, i a l'oest amb de Nzeto i Tomboco.
L'origen del municipi es remunta al 1856, amb l'explotació de la mina de coure local. El 1861 s'hi va construir la fortalesa de Bembe.